# 피셔 군 (수학)
군론에서 피셔 군(영어: Fischer group)은 베른트 피셔가 도입한 3개의 산재군 Fi22, Fi23 및 Fi24이다.

## 3-호환 군
피셔 군은 3-호환 군을 조사하는 동안 발견한 베른트 피셔의 이름을 따서 명명되었다. 피셔 군은 다음 성질을 가진 군 G이다.
- G는 '피셔 호환' 또는 3-호환이라고 하는 위수 2 원소의 켤레류에 의해 생성된다.
- 두 개의 다른 호환의 곱은 위수가 2 또는 3이다.

3-호환 군의 일반적인 예는 대칭군이다. 여기서 피셔 호환은 두 원소를 바꾸는 치환이다. 대칭군 Sn은 (12), (23), ..., (n − 1, n)에 의해 생성된다.
피셔는 특정 추가 기술 조건을 충족하는 3-호환 군을 분류할 수 있었다. 그가 발견한 그룹은 대부분 여러 무한족 (대칭 그룹: symlectic, unitary 및 orthogonal 그룹의 특정 클래스 제외)에 속했지만 3개의 매우 큰 새로운 군을 발견했다. 이러한 군은 일반적으로 Fi22, Fi23 및 Fi24라고 표기한다. 이들 중 처음 두 개는 단순군이고 세 번째는 지표 2의 단순군 Fi24'를 포함한다.
피셔 군의 시작점은 유니터리군 PSU6(2)이며, 이 군은 피셔 군 시리즈의 군 Fi21로 간주될 수 있고 위수는 9,196,830,720 = 215⋅36⋅5⋅7⋅11이다. 이는 사실 새 군의 부분군이 되는 이중 덮개 2.PSU6(2)이다. 이는 3510(= 2⋅3 3 ⋅5⋅13)의 그래프에서 한 꼭짓점의 안정자이다. 이 꼭짓점은 그래프의 대칭군 Fi22에서 켤레 3-호환로 식별된다.
피셔 군은 큰 마티외 군과 유사하게 명명된다. Fi22에서 서로 교환되는 모든 3-호환의 극대 집합은 크기가 22이며 기본 집합이라고 한다. 특정 기본 집합에서 어떤 것과도 교환되지 않는 아나베이직 이라고 하는 1024개의 3-호환이 있다. hexadic 이라고 하는 다른 2364 중 하나는 6개의 기본 집합과 교환된다. 6개의 집합은 대칭군이 M22인 S(3,6,22) 슈타이너 계를 형성한다. 기본 집합은 Fi22에서 부분군 210:M22로 확장되는 위수 210의 아벨군을 생성한다.
다음 피셔군은 2.Fi22을 31671(= 3 4 ⋅17⋅23) 꼭짓점의 그래프에 대한 1점 안정자로 간주하고, 이 꼭짓점을 그룹 Fi23에서 3-호환으로 처리한다. 3-호환은 23개의 기본 집합으로 제공되며 그 중 7개는 주어진 외부 3-호환과 교환된다.
다음은 Fi23을 취하여 306936 (= 2 3 ⋅3 3 ⋅7 2 ⋅29) 꼭짓점의 그래프에 대한 1점 안정자로 처리하여 군 Fi24를 만든다. 3-호환은 24개의 기본 집합으로 제공되며 그 중 8개는 외부 3-호환과 교환된다. 군 Fi24는 단순하지 않지만, 그 교환자 부분군은 지표 2를 가지고 산재군이다.

## 표기법
이 군에 대해 일반적으로 허용되는 표기법은 없다. 일부 저자는 Fi 대신 F22와 같이 F를 사용한다. 피셔 군에 대한 피셔의 표기법은 M(22), M(23) 및 M(24)'로, 가장 큰 3개의 마티외 군인 M22, M23 및 M24 와의 긴밀한 관계를 강조했다.
혼란의 한 가지 원인은 Fi24가 때때로 단순군 Fi24'를 나타내는 데 사용되며 때로는 두 배의 크기를 갖는 전체 3-호환 군을 나타내는 데 사용된다는 것이다.

## 일반화된 가공할 헛소리
콘웨이와 노턴은 1979년 논문에서 가공할 헛소리가 괴물군에게만 국한되지 않고 유사한 현상이 다른 군에서도 발견될 수 있다고 제안했다. Larissa Queen과 다른 사람들은 산재군의 차원의 간단한 조합으로 많은 Hauptmoduln 확장을 구성할 수 있음을 나중에 발견했다.

## 참고 문헌
- Aschbacher, Michael (1997), 《3-transposition groups》, Cambridge Tracts in Mathematics 124, Cambridge University Press, doi:10.1017/CBO9780511759413, ISBN 978-0-521-57196-8, MR 1423599, 2016년 3월 4일에 원본 문서에서 보존된 문서, 2022년 5월 2일에 확인함: 피셔의 정리의 완전한 정리를 포함함
- Fischer, Bernd (1971), “Finite groups generated by 3-transpositions. I”, 《Inventiones Mathematicae》 13 (3): 232–246, doi:10.1007/BF01404633, ISSN 0020-9910, MR 0294487이것은 피셔의 군 구성에 대한 사전 인쇄의 첫 번째 부분이다. 나머지 논문은 출판되지 않았다(2010년 기준).
- Fischer, Bernd (1976), 《Finite Groups Generated by 3-transpositions》, Preprint, Mathematics Institute, University of Warwick
- Wilson, Robert A. (2009), 《The finite simple groups》, Graduate Texts in Mathematics 251 251, Berlin, New York: Springer-Verlag, doi:10.1007/978-1-84800-988-2, ISBN 978-1-84800-987-5, Zbl 1203.20012
- Wilson, RA "ATLAS of Finite Group Representation"https://web.archive.org/web/20171204142908/http://for.mat.bham.ac.uk/atlas/html/contents.html#spo